# 巴爾的摩病毒分類系統

'巴爾的摩病毒分類系統',是由美國生物學家戴維·巴爾的摩根據病毒的基因組表達合成mRNA的方式，而提出的一種病毒分類系統。

巴爾的摩病毒分類系統（Baltimore classification）是一種由戴維·巴爾的摩建立的以基因組和病毒轉錄mRNA方式為區分的病毒分類系統。
世界上的病毒千奇百怪，数量极多，生活周期又各具特征。病毒仅由基因组核酸和蛋白质组成，但是自己又没有蛋白质翻译需要的一系列条件，所以只能依赖宿主细胞的核糖体来翻译mRNA上的遗传信息。所以，病毒把它的基因组变成细胞能够识别的mRNA的方式就是病毒生命周期中至关重要的环节。美国病毒学家戴維·巴爾的摩根据不同的病毒基因组产生mRNA方式的不同进行了分类，这就简化了病毒特殊的生命周期的本质和内涵。
　　首先是题图，病毒的基因组可以分为（从上到下）：双链DNA（double strand）、有缺口的双链DNA、单链DNA（single）、双链RNA、单正链RNA（positive）、单负链RNA（negative）、需要DNA中间体的单正链RNA。
　　根据不同基因组形成mRNA步骤的不同可以大致分为：I、II、III、IV、V、VI、VII：
　　I（双链DNA）、II（单链DNA）、III（双链RNA）、IV（正链RNA）、V（负链RNA）、VI（正链RNA需要DNA中间体）、VII（有缺口的双链DNA需要双链DNA中间体）。

### 分類
為了給深入的研究提供指導，根據病毒基因表達方式將病毒分為以下七個組：
- 第一組（Group I）：  雙鏈DNA病毒( dsDNA viruses ) 包括有：腺病毒科、疱疹病毒科和痘病毒科。
- 第二組（Group II）： 單鏈DNA病毒( ssDNA viruses ) 包括有：細小病毒科。
- 第三組（Group III）：雙鏈RNA病毒( dsRNA viruses ) 包括有：呼肠孤病毒科。
- 第四組（Group IV）： 正義單鏈RNA病毒( (+)ssRNA viruses ) 包括有：微小核糖核酸病毒科和披膜病毒科。
- 第五組（Group V）：  反義單鏈RNA病毒( (-)ssRNA viruses ) 包括有：正黏液病毒科和炮弹病毒科。
- 第六組（Group VI）： 單鏈RNA逆轉錄病毒( ssRNA-RT viruses ) 包括有：逆轉錄病毒科。
- 第七組（Group VII）：雙鏈DNA逆轉錄病毒( dsDNA-RT viruses )包括有：肝病毒科。

巴爾的摩病毒分類系統中七組病毒合成mRNA的示意圖

### 第一組:雙鏈DNA病毒 dsDNA viruses
這類病毒通常只有在進入宿主細胞核之後才能進行自我複製。除此之外，這類病毒还需要宿主細胞核內的DNA聚合酶才能完成自我複製，因此它們很大程度上受宿主細胞的細胞週期影響。有效的感染與子代的產生都需要在宿主細胞進行複製時才能進行，因為病毒所利用的核內DNA聚合酶在此時是活躍的。此類病毒有可能誘發細胞快速裂解，導致細胞轉變和癌變，如疱疹病毒、腺病毒和乳头多瘤空泡病毒。
第一組中，唯一一類已充分研究且不在核內進行複製的例子是痘病毒科（一種有脊椎動物高發病率的病原體，包括天花病毒）。
此類病毒使用普遍的mRNA轉錄方式——使用宿主相關的轉錄酶——合成兩種mRNA：
- 早期信使RNA(?)  early mRNA,事先轉錄用於合成DNA。
- 後期信使RNA(?)  late mRNA,隨後由子代DNA轉錄而成。

### 第二組:單鏈DNA病毒 ssDNA viruses
這一類病毒包括有：
- 感染脊椎動物的
  - 指环病毒科 Anelloviridae
  - 圆环病毒科 Circoviridae
  - 小DNA病毒 Parvoviridae
- 感染植物的
  - 双生病毒科 Geminiviridae
  - 矮化病毒科 Nanoviridae
- 感染原核生物的
  - 微小噬菌体科 Microviridae

這類病毒中除了小DNA病毒 Parvoviruses 以外，所有物種都具有環形DNA。其中感染真核生物的病毒大多在宿主細胞的細胞核中，通過滚环式复制構建雙鏈DNA中間體，進行複製。
一種流行的卻沒有臨床症狀的叫作“TTV”（Transfusion Transmitted Virus）的人類指環病毒 (Anellovirus)也包括在這一組中。

### 第三組:雙鏈RNA病毒 dsRNA viruses
跟大部分RNA病毒一樣，這類病毒的複製在宿主細胞的細胞質中，並不需要像DNA病毒那樣使用宿主的聚合酶。這一組中研究較多的是双核糖核酸病毒科（Birnaviridae 和呼肠孤病毒科（Reoviridae）。該組病毒的基因組為單順反子，並且有一些病毒基因組只編碼一個蛋白質（不像其它病毒有較複雜的轉譯過程）。(?)

### 第四組和第五組:單鏈RNA病毒
巴爾的摩病毒分類系統中的第四組和第五組為單鏈RNA病毒，根據病毒所帶的RNA的正義或反義又可以細分成四五兩組。擁有單鏈RNA是這兩組病毒共同的特點，它們的複製在細胞質中，並且不受宿主細胞的細胞週期限制。

#### 第四組:正單鏈RNA病毒 (+)ssRNA viruses
該組病毒的RNA可以直接被宿主細胞中的核糖體識別并立即轉譯出蛋白質，而事實上所有正股的ssRNA都是如此。本組病毒還可以根據轉譯的方式細分為兩類：
- 一類病毒有由多順反子組成的基因組，通過翻譯得到一個多聚蛋白，隨後分裂成多個成熟的蛋白質。這樣的目的是減少基因組的大小。
- 另一類病毒有更複雜的轉譯過程，轉譯過程中有核糖體移碼、蛋白質水解和次基因組mRNA的參與。該類病毒有各自的機制來完成從一條鏈上翻譯蛋白質。

本組病毒包括有：
- 星状病毒科 Astroviridae
- 杯状病毒科 Caliciviridae
- 冠状病毒科 Coronaviridae
- 黄病毒科 Flaviviridae
- 微小核糖核酸病毒科 Picornaviridae
- 动脉炎病毒科 Arteriviridae
- 披膜病毒科 Togaviridae

#### 第五組:反單鏈RNA病毒 (-)ssRNA viruses
該組病毒的RNA不能直接被宿主細胞中的核糖體識別并立即翻譯出蛋白質，而事實上所有反鏈的ssRNA都是如此，因此它們要通過自身的聚合酶合成正鏈ssRNA，從而才可以被宿主核糖體識別。本組病毒也可以根據複製的方式細分為兩類：
- 一種病毒包含不分段的基因組【(-)RNA】，首先用RNA聚合酶產生單順反子（英语：monocistron）的mRNA【(+)RNA】（編碼了多個病毒的蛋白質），隨後以這一條RNA為模板複製產生反義ssRNA【(-)RNA】。整個過程在宿主細胞質中。
- 另一種病毒包含分段的基因組【(-)RNA】，而這一類病毒核酸的複製發生在宿主細胞核內，基因組中的每一段都各自在RNA聚合酶的作用下產生相應的mRNA。

兩種病毒最大的不同在於核酸複製的位置不同。
本組病毒包括有：
- 沙状病毒科 Arenaviridae
- 正黏液病毒科 Orthomyxoviridae
- 副黏液病毒科 Paramyxoviridae
- 本雅病毒科 Bunyaviridae
- 丝状病毒科 Filoviridae
- 炮弹病毒科 Rhabdoviridae （包括狂犬病毒 Rabies）

### 第六組:正單鏈RNA逆轉錄病毒 ssRNA-RT viruses
一種被研究較多的，包括反轉錄病毒科 (Retroviridae) 的病毒，一個明顯的特點是使用逆轉錄酶將(+)ssRNA轉換成DNA，隨後用整合酶將DNA整合到宿主的基因組中，此後就可以利用核內的聚合酶了。

### 第七組:雙鏈DNA逆轉錄病毒 dsDNA-RT viruses
一小組以乙肝病毒 (Hepatitis B)【肝病毒科(Hepadnaviridae)】為典型的病毒，包含雙鏈不閉環的DNA。該線型的DNA在閉環成為共價閉合環狀DNA（cccDNA）后，作為模板轉錄mRNA和亞基因組mRNA，隨後由前基因組表達的RNA做為模板逆轉錄出充當基因組的DNA。（請對照Double-stranded RNA viruses）

### 引用
1. ↑  Baltimore D. . Bacteriol Rev. 1971, 35 (3): 235–41  [2015-04-18]. PMC 378387 . PMID 4329869. （原始内容存档于2020-05-28）.